# Michael Houghton
Pour les articles homonymes, voir Houghton.
Michael Houghton est un biologiste britannique. Il est lauréat du prix Nobel de médecine 2020 aux côtés de Harvey J. Alter et de Charles M. Rice pour leurs travaux sur le virus de l'hépatite C.